# Kanton Riom-Est
Kanton Riom-Est (fr. Canton de Riom-Est) je francouzský kanton v departementu Puy-de-Dôme v regionu Auvergne. Tvoří ho osm obcí.

## Obce kantonu
- Cellule
- Châtelguyon
- Le Cheix
- Ménétrol
- La Moutade
- Pessat-Villeneuve
- Riom (východní část)
- Saint-Bonnet-près-Riom